# Brigada 22 Infanterie (1916-1918)
Brigada 22 Infanterie a fost o mare unitate de nivel tactic, care s-a constituit la 14/27 august 1916 prin mobilizarea unor unități și subunități de rezervă, din compunerea Comandamentului I Teritorial: Regimentul 41 Infanterie - (Craiova) și Regimentul 71 Infanterie - (Calafat). Brigada a făcut parte din organica  Diviziei 11 Infanterie.:p. 58
La intrarea în război, Brigada 22 Infanterie a fost comandată de colonelul Ioan Anastasiu. Brigada 22 Infanterie a participat la acțiunile militare pe frontul românesc, pe toată perioada războiului, între 14/27 august 1916 - 28 octombrie/11 noiembrie 1918.

## Participarea la operații

### Campania anului 1916
În campania anului 1916 Brigada 22 Infanterie a participat la acțiunile militare în dispozitivul de luptă al Diviziei 11 Infanterie participând la Ofensiva în Transilvania, Operația de apărare a trecătorilor și Prima bătălie de pe Valea Jiului . 

### Campania anului 1917
În campania anului 1917 Brigada 22 Infanterie a participat la acțiunile militare în dispozitivul de luptă al Diviziei 11 Infanterie , participând la Bătălia de la Mărășești . În această campanie, brigada a fost comandată de colonelul Gheorghe Meleca.

## Ordinea de bătaie

### La mobilizarea din 1916
La declararea mobilizării, la 27 august 1916, Brigada 22 Infanterie a făcut parte din compunerea de luptă a Diviziei 11 Infanterie, alături de Brigada 21 Infanterie și Regimentul 21 Artilerie. Ordinea de bătaie a brigăzii era următoarea:

- Brigada 22 Infanterie

- Regimentul 41 Infanterie
- Regimentul 71 Infanterie

### Reorganizări pe perioada războiului
În prima jumătate a anului 1917, Brigada 22 Infanterie s-a reorganizat în spatele frontului. Brigada a fost inclusă în compunerea de luptă a Diviziei 11 Infanterie, alături de Brigada 21 Infanterie și Brigada 11 Artilerie. Ordinea de bătaie a brigăzii era următoarea::p. 192
- Brigada 22 Infanterie

- Regimentul 57/58 Infanterie
- Regimentul 41/71 Infanterie

## Comandanți
- Colonel Ioan Anastasiu
- Colonel Gheorghe Meleca